# Kurskaja (Kraj Stawropolski)
Kurskaja (ros. Курская) – stanica w Rosji, w Kraju Stawropolskim, ośrodek administracyjny rejonu kurskiego. W 2010 liczyła 12 045 mieszkańców.